# Erich Carl
Erich Carl (* 19. Januar 1949 in Aachen), ehemaliger Gymnasiallehrer und Klein-Verleger, war ein deutscher Schachautor sowie langjähriger Mitarbeiter der Fachzeitschrift "Rochade Europa" (höchste ELO 2240 [1989]), daneben Verfasser von Märchenballaden und heiter-satirischen Gedichten.  

## Veröffentlichungen
- Paul Keres – Ausgewählte Partien 1959–1974 und der Versuch einer Biographie, Hollfeld 1983
- Perlen der Schachspielkunst (mit Vladimir Budde und Peter Kleine), Hollfeld 1985
- AVRO-Weltturnier 1938 (mit Christopher Lutz), Berlin 1988
- Märchen in flotten Versen, Kerken 2014ff.
- Reimereien – von märchenhaft bis lebensnah, Kerken 2016
- Gereimtes – von heiter bis satirisch, Kerken 2016/2017
- Reime – von locker bis flockig, Kerken 2019
- 99mal Vergnügliches in flotten Versen, Kerken 2020

## Verlagsprodukte (Auswahl)
- Aaron Nimzowitsch: Die Blockade, 1986
- Emanuel Lasker: Das Großmeisterturnier im Kerkau-Palast zu Berlin im Oktober 1918, 1995
- José Raoul Capablanca: 20 Partien 1913/14, 1998
- Alexander Aljechin: Das Internationale Schachmeisterturnier Hastings 1922, 1998